# Terebellidae
Terebellidae — родина багатощетинкових червів ряду Canalipalpata. Містить близько 400 видів у понад 50 родах.

## Характеристика
Живуть у норах або щілинах. Деякі види сягають до 15 см завдовжки, при ширині тіла 1,5 см. Навколо ротового апарата наявні численні, дуже довгі щупальця, якими тварина ловить дрібну здобич або органічні рештки. На передніх трьох сегментах розташовані розгалужені зябра. У підродині Thelepodinae зябра ниткоподібні, а в Polycirrinae відсутні.

## Класифікація
- Підродина Artacaminae
  - Artacama Malmgren, 1866
- Підродина Polycirrinae Malmgren, 1867
  - Amaeana Hartman, 1959
  - Biremis Polloni, Rowe & Teal, 1973
  - Enoplobranchus Verrill, 1879
  - Hauchiella Levinsen, 1893
  - Lysilla Malmgren, 1866
  - Polycirrus Grube, 1850
- Підродина Terebellinae Malmgren, 1867
  - Amphitrite O.F. Müller, 1771
  - Amphitritides Augener, 1922
  - Arranooba Hutchings & Glasby, 1988
  - Articulatia Nogueira, Hutchings & Amaral, 2003
  - Axionice Malmgren, 1866
  - Baffinia Wesenberg-Lund, 1950
  - Bathya Saint-Joseph, 1894
  - Betapista Banse, 1980
  - Colymmatops Peters, 1855
  - Eupistella Chamberlin, 1919
  - Eupolymnia Verrill, 1900
  - Hadrachaeta Hutchings, 1977
  - Hutchingsiella Londono-Mesa, 2003
  - Lanassa Malmgren, 1866
  - Lanice Malmgren, 1866
  - Lanicides Hessle, 1917
  - Lanicola Hartmann-Schröder, 1986
  - Laphania Malmgren, 1866
  - Leaena Malmgren, 1866
  - Loimia Malmgren, 1865
  - Longicarpus Hutchings & Murray, 1984
  - Morgana Nogueira & Amaral, 2001
  - Neoamphitrite Hessle, 1917
  - Neoleprea Hessle, 1917
  - Nicolea Malmgren, 1866
  - Opisthopista Caullery, 1944
  - Paralanice Caullery, 1944
  - Paramphitrite Holthe, 1976
  - Paraxionice Fauchald, 1972
  - Phisidia Saint-Joseph, 1894
  - Pista Malmgren, 1866
  - Pistella Hartmann-Schröder, 1996
  - Polymniella Verrill, 1900
  - Proclea Saint-Joseph, 1894
  - Pseudopista Hutchings & Smith, 1997
  - Pseudoproclea Hutchings & Glasby, 1990
  - Ramex Hartman, 1944
  - Reteterebella Hartman, 1963
  - Scionella Moore, 1903
  - Scionides Chamberlin, 1919
  - Spinosphaera Hessle, 1917
  - Spiroverma Uchida, 1968
  - Stschapovella Levenstein, 1957
  - Terebella Linnaeus, 1767
  - Terebellanice Hartmann-Schröder, 1962
  - Terebellobranchia Day, 1951
  - Tyira Hutchings, 1997
- Підродина Thelepodinae Hessle, 1917
  - Decathelepus Hutchings, 1977
  - Euthelepus McIntosh, 1885
  - Glossothelepus Hutchings & Glasby, 1986
  - Parathelepus Caullery, 1915
  - Pseudoampharete Hartmann-Schröder, 1960
  - Pseudostreblosoma Hutchings & Murray, 1984
  - Pseudothelepus Augener, 1918
  - Rhinothelepus Hutchings, 1974
  - Streblosoma Sars, 1872
  - Telothelepus Day, 1955
  - Thelepides Gravier, 1911
  - Thelepus Leuckart, 1849